# デビルクエスト
『デビルクエスト』（原題：Season of the Witch）は、2011年のアメリカ合衆国の映画。暗黒の14世紀のヨーロッパを舞台として、十字軍戦士たちが魔女の疑いのある少女を修道院へと護送する危険を描くファンタジー作品。監督はドミニク・セナが担当、主演はニコラス・ケイジが担当。
日本では2011年7月30日より角川シネマ有楽町ほか全国順次劇場公開された。また、2011年12月2日に角川書店よりスペシャル・エディションDVD（DABA-4106）とBlu-ray Disc（DAXA-4106）が同時に発売されている。

## ストーリー
西暦1235年、フィラッハの町ではカトリック教会によって何の罪も無い多くの女性達が「魔女」の濡れ衣を着せられ次々と無残に処刑されていた。処刑を執行する神父は「魔女」の死体が蘇らないよう古代の聖典「ソロモンの書」による祈祷を行っていたが、詠唱の途中で川に捨てられた死体の一体が突然蘇り、不思議な力で「ソロモンの書」を焼き払い神父を殺害した。
それからおよそ100年後、中東で戦う十字軍の軍勢の先頭に騎士ベイメンと騎士フェルソンの姿があった。初めのうちは殺した敵の数で賭けをするほど戦いを楽しんでいた二人だったが、いつ終わるとも知れない長い戦いで次第に疲弊していく。西暦1344年、スミルナの攻略戦において「異教徒は神に背く犯罪者であるから皆殺しにしろ」とのグランドマスターの号令のもと市街地に突入した二人だったが、暗がりでの乱戦の最中にベイメンは誤って丸腰の女性を殺してしまう。ベイメンとフェルソンは、異教徒というだけで女や子供を含む無抵抗の市民まで殺戮する行為を「神の栄光である」と喧伝するグランドマスターと対立して騎士団を脱走、信仰を捨てる。放浪の末に十数年ぶりにスティリアに戻ったベイメンとフェルソンは、この地でペストの流行により多くの死者が出ている事を知る。補給のため立ち寄った町で脱走騎士である事がバレて逮捕されてしまった二人だったが、彼らの武勇を聞き及んでいたダンブロワーズ枢機卿から放免と引き換えにペストの原因である「黒い魔女」をセヴラック修道院まで送る任務を依頼される。セヴラック修道院には「ソロモンの書」という古い聖典があり、その力でペストの流行を止められるという。「黒い魔女」として捕らえられていたのは儚げな少女であった。
ベイメンとフェルソンは、「黒い魔女」がペストの原因だと信じて疑わないデベルザック神父、ペストで妻子を亡くした騎士隊長エッカート、騎士に憧れる枢機卿の従者カイ、そして道中案内人の詐欺師ハガマーを連れ、「黒い魔女」を監禁した檻を引く馬車を守りつつセヴラック修道院へと出発する。ベイメンは少女が拷問により自白を強要されたと主張している事などから彼女に同情し公平な裁判を行わせると約束するが、道中で少女の不気味な言動が露になっていく。まず魔女狩りに懐疑的なエッカートが不用意に檻に近付いたところ驚くべき怪力を発揮した少女に襲われて鍵を奪われ、少女は檻から脱走する。彼女を追う最中、エッカートは死んだはずの娘の声を聞き、まるで幻覚でも見ているかのようにカイが構えていた剣に自ら突き刺さりに行き死亡した。そしてセヴラック修道院への近道である難所「苦悩の森」を行く途中、少女は遠吠えを真似た奇声を発し狼の群れを呼び寄せて一行を襲わせ、ハガマーが死亡した。もはや少女が魔女である事は疑いようもなかった。ようやくセヴラック修道院に辿り着いた一行であったが、修道僧たちは既にペストで全滅していた。礼拝堂で「ソロモンの書」を発見、古代文字を読むことが出来るデベルザック神父が修道僧に代わって魔女を払う祈祷を上げることになった。デベルザック神父が詠唱を始めると少女は言葉遣いが一変し教会を罵るが、その言動に違和感を感じたデベルザック神父は彼女の正体に気付き、慌てて「ソロモンの書」の中からある項目を探し出す。彼が開いたのは「悪魔祓い」と見出しのついたページであった。少女の正体は魔女などよりもっと恐ろしい悪魔憑きであったのだ。デベルザック神父が悪魔祓いの詠唱を始めると遂に少女の体に憑依していた悪魔が姿を現し、不思議な力で檻を溶かして脱出、一行に襲い掛かり、応戦した一行を圧倒的な力で蹴散らすが、デベルザック神父が振りかけた聖水に怯んで修道院の中に逃げ込んだ。ベイメンはただの付き添いに過ぎないカイに逃げるよう勧めるが、「誓いは死んでもやり遂げなければ意味がない」と言うカイに騎士の素質を見出し、彼を騎士に叙した。
悪魔が逃げ込んだ修道院の最上階へ向かう途中、一行は疑問に思う。悪魔はあの力を使えばいつでも逃げられたのに何故そうしなかったのか、それに何故魔女のふりなどしていたのかと。いよいよ修道院内の最上階に辿り着いた一行が見たのは、ペストで死んだ多くの修道僧の死体であった。彼らは「ソロモンの書」を複製しペストを撲滅しようとしていた。悪魔の目的は「ソロモンの書」をこの世から消し去ることであり、その在り処を知るため魔女を装って教会の者たちに案内をさせたのだった。「ソロモンの書」を何としてでも守ると決意した一行に、巨大なコウモリのような姿に変貌した悪魔と悪魔に操られて蘇った修道僧の死体が襲いかかる。戦いの中、悪魔祓いの詠唱中にデベルザック神父が悪魔に首を折られて殺され、ベイメンの危機を救ったフェルソンが悪魔に焼かれて灰となった。カイがデベルザック神父の後を引き継いで詠唱を続け、ベイメンは彼の詠唱を助けるため悪魔に組み付く。悪魔の翼についた角で何度も体を突き刺されながらもベイメンは悪魔を押さえ込み続け、遂に悪魔祓いの詠唱が完了すると、悪魔は少女の体から弾き出されやがて炎に包まれて四散した。ベイメンの傷は手の施しようがなく、カイに「彼女を守れ」と言い残して息絶えた。悪魔から解放された少女と共にベイメン、フェルソン、デベルザック神父を埋葬したカイは、少女を伴って「ソロモンの書」を持ち帰り、ペストの脅威から世界を守った。少女の名はアナ、彼女は世界を救って命を落とした英雄達のことを伝える語り部となった。

## キャスト
※括弧内は日本語吹替
- ベイメン - ニコラス・ケイジ（大塚明夫）
- フェルソン - ロン・パールマン（永田博丈）
- デベルザック - スティーヴン・キャンベル・ムーア（村治学）
- 女（アナ） - クレア・フォイ（本名陽子）
- ハガマー - スティーヴン・グレアム（後藤哲夫）
- エッカート - ウルリク・トムセン（長森雅人）
- カイ - ロバート・シーハン（北浦貴之）
- ダンブロワーズ枢機卿 - クリストファー・リー（坂元貞美）

## スタッフ
- 監督：ドミニク・セナ
- 脚本：ブラギ・シャット・Jr.
- プロデューサー：チャールズ・ローヴェン、アレックス・ガートナー
- 撮影監督：アミール・モクリ
- プロダクション・デザイン：ウリ・ハニッシュ
- 編集：マーク・ヘルフリッチ、ダン・ジマーマン
- 音楽：アトリ・オーヴァーソン
- 衣装・デザイン：カルロ・ポッジオッリ
- 日本語字幕翻訳：松崎広幸
- 日本語吹替翻訳：平田勝茂
- 演出：壺井正
- 調整：藤樫衛
- 制作：グロービジョン

## 評価
レビュー・アグリゲーターのRotten Tomatoesでは123件のレビューで支持率は11%、平均点は3.80/10となった。Metacriticでは27件のレビューを基に加重平均値が28/100となった。

## 邦題について
当作品の原題は物語のミステリー要素を阻害しない『Season of the Witch（魔女の季節）』だが、邦題は『Devil Quest（悪魔冒険）』となっている。よって「タイトルがネタバレ」といわれ、同様の作品タイトルとして『レディバニッシュ 暗号を歌う女』が挙げられる。